# Midwest City
Midwest City ist eine Stadt in Oklahoma County, Oklahoma. Das U.S. Census Bureau hat bei der Volkszählung 2020 eine Einwohnerzahl von 58.409 ermittelt.
Größter Arbeitgeber der Stadt ist die United States Air Force, die südlich der Stadt die Tinker Air Force Base betreibt. Ein Werk von General Motors wurde Anfang 2006 geschlossen. Mit dem Midwest City Hall Arboretum ist außerdem ein Botanischer Garten in der Stadt ansässig.

## Geschichte
Die Ortschaft Midwest City wurde 1942 von W. P. „Bill“ Atkinson gegründet, welcher für den Militärstützpunkt Wohnraum erbaute. Der Ortsname steht im Zusammenhang mit der Tinker Air Force Base, welche früher als Midwest Air Depot bezeichnet wurde. Die Stadt wurde gleich neben diesem Militärflugplatz, außerhalb der Militärzone, erbaut. Im Jahr 1951 erhielt die Stadt die Auszeichnung America’s Model City.